# 의령 고씨
의령 고씨(宜寧 高氏)의 시조는 조선에서 예조판서(禮曺判書)를 지낸 고원(高遠)이다. 그러나 전하는 문헌이 없어 본관의 유래, 시조의 사적 등은 알 수가 없다. 제주 고씨에서 분적되었다고 한다.

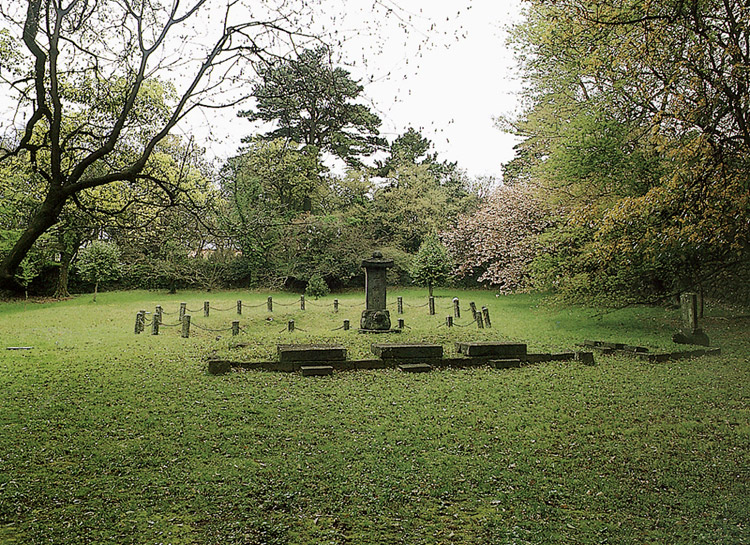
제주 삼성혈(濟州 三姓穴) 전경, 제주 제주시 삼성로 22

## 내용[1]
시조 고원(高遠)은 조선조에 예조판서(禮曹判書)를 지냈다고 한다. 그러나 문헌이 없어 자세한 세계(世系)와 본관의 유래 등은 알 수가 없다. 다만 후손들이 제주에서 분적(分籍)하여 고원(高遠)을 시조로, 의령을 본관으로 삼아 세계(世系)를 이어왔다. 본관 의령은 경남 의령군의 지명이다.
의령고씨(宜寧高氏) 인구는 1985년에 불과 17명으로 극히 적었다. 그러나 2000년에는 219명으로 15년 만에 무려 202명이 늘어났다. 2000년 현재 각 지역별로는 서울 53명, 부산 28명, 대구 7명, 인천 7명, 광주 13명, 대전 7명, 울산 1명, 경기 42명, 강원 9명, 충북 2명, 충남 3명, 전북 5명, 전남 17명, 경북 6명, 경남 19명, 제주 0명이다. 서울, 경기 등 수도권에 거의 절반가량이 살고 있다.